# East Jordan
East Jordan est une ville du comté de Charlevoix, dans l'État du Michigan, aux États-Unis. En 2020, sa population était de 2 239 habitants.